# Dock (MacOS)
El Dock és una característica típica de l'entorn gràfic de macOS, el sistema operatiu d'Apple. Aquesta funcionalitat, però, és similar a la que es troba en altres sistemes operatius, com ara la barra de tasques de Microsoft Windows i elements similars a Linux. Es tracta d'una barra situada per defecte a la part inferior de la pantalla, que conté totes les icones de les aplicacions, carpetes o fitxers preferits de l'usuari. Aquesta àrea també conté la Paperera de reciclatge. Una barra d'aplicacions també anomenada "Dock" està present a iOS i iPadOS.

## Antecedents
El concepte del Dock va ser popularitzat per NeXTSTEP, el sistema operatiu que havia servit notablement com a base per a Mac OS X. Tanmateix, el seu origen es remunta al sistema operatiu Arthur llançat el 1997 i avantpassat del sistema operatiu RISC. Aleshores, el Dock es va anomenar "Iconbar". Els sistemes de fitxers muntats i altres coses (com la impressora) es van iconitzar a l'esquerra de la barra d'icones. La part dreta estava reservada per executar aplicacions. Els fitxers es podrien arrossegar i deixar anar a aquesta barra.

## Aparença
El Dock del MacOS conté a la seva zona esquerra les icones de les aplicacions preferides de l'usuari, que només cal fer clic per iniciar. Les aplicacions en execució es distingeixen per la presència d'un petit punt negre o blanc o triangle segons la versió (el cercle blanc translúcid sota Mac OS 'no estaven presents al Dock abans de ser llançats (desapareixen tan bon punt es tanca l'aplicació). En particular, el gestor de fitxers de macOS, anomenat Finder, es considera que s'executa constantment, per tant, la seva icona sempre està present a l'extrem esquerre del Dock i no es pot eliminar, com tampoc la Paperera que es troba permanentment a l'extrem dret de Dock,
A mesura que es llancen aplicacions que no estaven presents al Dock, aquest s'amplia per acollir la seva icona. Quan el Dock ha utilitzat tota l'amplada disponible (o l'alçada segons la seva posició a la pantalla), redueix la mida de cadascuna de les seves icones i, finalment, continua creixent. Quan es surten les aplicacions les icones de les quals no estaven presents al Dock, el Dock torna a la seva mida original.
El Dock està centrat, a diferència de la barra de tasques de Windows que, abans de la versió de Windows 11, sempre estava alineada a l'esquerra.

## Característiques
Per a determinades aplicacions, fer clic amb el botó dret (o Control+clic) a la seva icona al Dock permet accedir a les seves principals funcionalitats (llegir o reenviar ràpid per a iTunes, llegir correu o escriure un missatge per a Mail, per exemple). Això també mostra una llista de finestres obertes actualment a l'aplicació.
És possible navegar entre aplicacions obertes mitjançant la drecera de teclat Command + Tab que canvia a l'última aplicació utilitzada. Si manteniu premuda la tecla d'ordre, les icones de totes les aplicacions obertes apareixeran al centre de la pantalla, ordenades per ordre d'últim ús, permetent la navegació mitjançant Tab o Maj+Tab (per navegar al revés) a l'aplicació desitjada abans de deixar anar l'ordre.. Aquesta funcionalitat és molt semblant a la de Windows Alt-Tab, però menys precisa ja que Alt-Tab navega entre totes les finestres mentre que Command-Tab només navega entre aplicacions (que poden tenir diverses finestres obertes).

## Fitxers, carpetes, finestres minimitzades i paperera de reciclatge
L'àrea dreta del Dock pot contenir dreceres a fitxers o carpetes. Fent clic amb el botó dret (o fent clic amb l'ordre) a la icona d'una carpeta us permet veure ràpidament el seu contingut. Aquesta àrea també conté qualsevol finestra reduïda, mostrant-ne una miniatura amb la icona de l'aplicació a la qual pertanyen en primer pla. Finalment, l'àrea dreta del Dock també conté la icona de la paperera, en la qual podeu arrossegar i deixar anar els fitxers o carpetes dels quals voleu desfer-vos. Quan un volum (disc dur extern, unitat òptica, servidor remot, etc.) és arrossegat i introduït pel punter, la paperera de reciclatge es converteix en un signe d'expulsió, que permet expulsar o desconnectar el volum.

## Personalització
A part de les icones del Cercador i de la Paperera, situades als extrems del Dock, l'usuari pot afegir-hi i eliminar totes les icones d'aplicacions, carpetes i fitxers que vulgui arrossegant i deixant anar. Per afegir una aplicació al Dock, simplement arrossegueu la seva icona a l'àrea esquerra. Per realitzar l'operació inversa, simplement arrossegueu la icona fora del Dock i desapareix en un petit " puf » de fum. Bruce Tognazzini va criticar aquesta característica com a confusa. L'ordre de les icones també es pot canviar arrossegant i deixant anar.
L'usuari pot triar la posició del Dock a la pantalla (esquerra, inferior o dreta). Algunes aplicacions de tercers permeten a l'usuari col·locar el Dock a la part superior de la pantalla, a sota de l'àrea de menú única i/o anul·lar l'alineació per defecte del centre lateral.
També és possible ocultar automàticament el Dock i només fer-lo aparèixer quan l'usuari col·loca el cursor al costat de la pantalla on se suposa que hi ha el Dock. Aquesta funcionalitat és notablement accessible mitjançant la drecera de teclat Ordre + Opció + D.
Finalment, es pot canviar la mida, l'ampliació en passar el cursor per sobre de les icones i el tipus de reducció de les finestres.
Fins a Mac OS X Lion, era possible modificar fàcilment el fons del Dock, cosa impossible sota Mountain Lion...

## Ressenyes
Bruce Tognazzini, un antic empleat d'Apple, ha fet diverses crítiques al macOS Dock. Entre altres coses, assenyala que el Dock utilitza massa espai vertical a la pantalla, que és probable que les posicions de les icones canviïn quan s'obren aplicacions noves i que els fitxers fixats al Dock no es poden distingir perquè tenen la mateixa icona sempre que tinguin la mateixa icona. són del mateix tipus.
El Dock és molt reduït en termes de funcionalitat en comparació amb la barra de tasques de Windows. Per exemple, no és possible mostrar etiquetes per a les icones de les finestres obertes, ni separar les icones de diferents finestres de la mateixa aplicació. : fent clic a la icona de Dock obre totes les finestres de l'aplicació alhora.

## Alternatives
Existeix un dispositiu més o menys comparable en la majoria dels altres sistemes operatius, és la barra de tasques, que existeix a Windows i en determinats entorns gràfics per a Linux, en particular KDE i GNOME, que afegeixen un menú central que permet navegar per l'ordinador, així com accés a diversos escriptoris virtuals.
També hi ha programari comercial o programari lliure que permet reproduir el Dock OS X a Windows. Hi ha, per exemple, RK Launcher o X-Windows Dock. Altres projectes similars estan disponibles sota GNU/Linux, com ara Cairo-dock o Avant Window Navigator (lloc oficial ).

## Etimologia
Dock és una paraula anglesa per al lloc dels ports marítims on els vaixells descarreguen la seva càrrega i se sotmeten a diferents manteniments o reparacions, que en català equival a moll.